# La Pobla del Duc
La Pobla del Duc (spanisch Puebla del Duc) ist eine Gemeinde mit 2.449 Einwohnern (Stand: 2024) in der spanischen Provinz Valencia. Sie befindet sich in der Comarca Vall d’Albaida.

## Geografie
La Pobla del Duc liegt etwa 75 Kilometer südlich von Valencia in einer Höhe von ca. 245 m.

## Demografie
| 1900 | 1930 | 1950 | 1970 | 1981 | 1991 | 2001 | 2011 | 2021 |
| ---- | ---- | ---- | ---- | ---- | ---- | ---- | ---- | ---- |
| 1954 | 2016 | 2182 | 2541 | 2666 | 2609 | 2453 | 2539 | 2483 |

## Sehenswürdigkeiten
- Kirche Mariä Himmelfahrt (Iglesia de Nuestra Senora de la Asunción)
- Minoritenkonvent

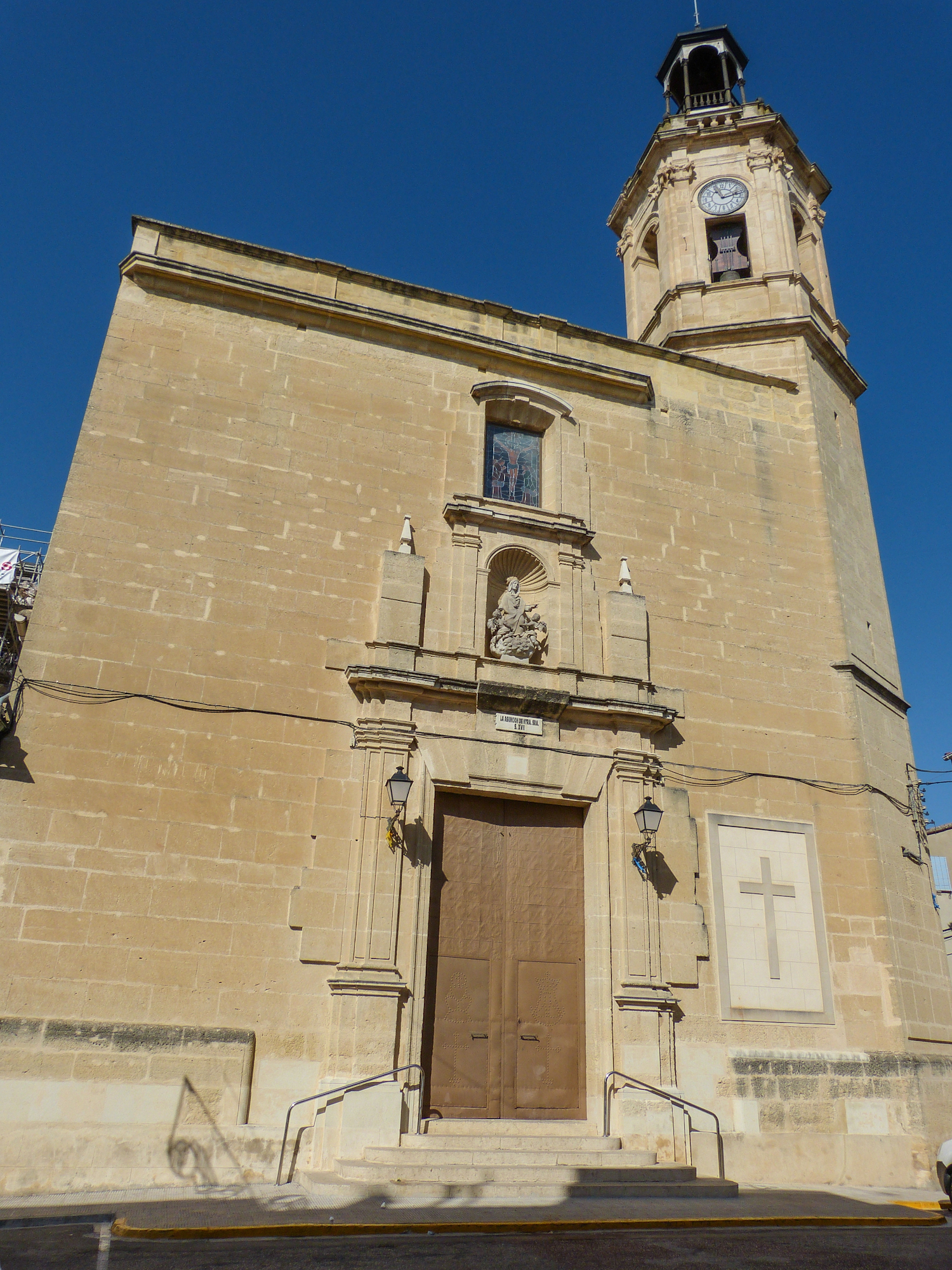
Kirche Mariä Himmelfahrt